# 高增翔
高增翔（1989年12月21日—），是一名中国足球运动员，现效力中国足球甲级联赛球队石家庄永昌，司职中场。

## 俱乐部生涯
高增翔自幼加盟家乡球队沈阳金德青训体系，并在2007年随沈阳金德南迁长沙，2009年被提升进入长沙金德一线队。2010年7月14日，高增翔在长沙金德客场0比2不敌河南建业的比赛第67分钟替补王宾出场，上演职业生涯的联赛首秀。 之后高增翔连续作为替补出场，他在2010赛季出场13次，全部为替补出场。赛季结束后长沙金德联赛排名垫底降级，球队被转卖到深圳成立深圳凤凰足球俱乐部参加2011赛季中甲联赛，队中大批球员离队，但拒绝到湖南湘涛试训的高增翔选择留守。 赛季中，深圳凤凰又被转卖到广州成立广州富力足球俱乐部，并最终以联赛亚军的成绩重返中超，高增翔在这个赛季中仅获得6次替补登场的机会，不过在深圳凤凰参加的两场足协杯比赛中，他都是以主力身份登场。2012赛季，在巴西教练塞尔吉奥·法里亚斯的执教下，高增翔开始成为球队主力。2012年3月10日，他在联赛第一轮广州富力主场3比1击败北京国安首发登场，这是他首次在职业联赛中以首发的身份出场。